# Шевнино (Кировская область)
Шевнино — село в Уржумском районе Кировской области России. Входит в Уржумское сельское поселение. 

## География
Расстояние от районного центра, города Уржума, 15 км; село находится вблизи трассы Киров-Казань.

## История
До 2012 года было административным центром Шевниниского сельского поселения.
Законом Кировской области от 28 апреля 2012 года № 141-ЗО, Андреевское сельское поселение, Богдановское сельское поселение, Петряевское сельское поселение, Рождественское сельское поселение, Русско-Тимкинское сельское поселение, Цепочкинское сельское поселение и Шевнинское сельское поселение объединены в Уржумское сельское поселение с административным центром в деревне Богданово.

## Население
| 2010 |
| ---- |
| 346  |

## Экономика
В селе находится колхоз им. Коминтерна, основной деятельностью которого является производство зерна, молока и мяса.

## Образование и культура
В Шевнино имеется дом культуры, библиотека и краеведческий музей (находится в Шевнинской средней школе).

## Известные уроженцы
- Бяков, Юрий Алексеевич — советский учёный-геолог.